# Andreja Slokar
Andreja Slokar, slovenska alpska smučarka, * 15. oktober 1997.
Prihaja iz Ajdovščine in nastopa kot članica ajdovskega kluba Dol. Od otroških kategorij in do leta 2023 je tekmovala z lastno ekipo, ki jo je vodil Tomaž Bizjak.

## Športna kariera
Pri 15 letih je nastopila na svojih prvih FIS tekmovanjih na Novi Zelandiji. Nekaj mesecev kasneje, januarja 2014, je debitirala v evropskem pokalu v superkombinaciji v Spital am Pyhrnu. Nato je tekmovala predvsem na tekmah FIS in Citizen, ter se leta 2015 udeležila Olimpijskega festivala evropske mladine v Malbunu. Po neuspešnem obdobju se je marca 2017 udeležila mladinskega svetovnega prvenstva v Åreju in v veleslalomu in superveleslalomu dosegla 35. in 42. mesto. Novembra istega leta je osvojila svoje prve točke evropskega pokala, nekaj tednov pozneje pa je bila deveta v paralelnem slalomu v Kronplatzu.
Andreja Slokar je v svetovnem pokalu debitirala 6. januarja 2018, ko na veleslalomu v Kranjski Gori ni bila uvrščena. Po številnih neuspehih se je v zimi 2019/20 uspela nekoliko stabilizirati z več uvrstitvami med prvih 10.
V sezoni 20/21 je Andreja prvič zmagala na tekmi evropskega pokala. To sezono je zmagala več tekem evropskega pokala in dobila skupni seštevek v slalomu za evropski pokal, kar ji je bila vstopnica za nastope v svetovnem pokalu.
12. januarja 2021 je na slalomu v Flachauu prvič osvojila točke svetovnega pokala s 23. mestom, pet dni kasneje pa še v veleslalomu z 19. mestom v Kranjski Gori.
V svojem prvem nastopu na svetovnih prvenstvih leta 2021 v Cortini d'Ampezzo je osvojila peto mesto v slalomu.
13. novembra 2021 je na paralelni tekmi v Lechu prvič zmagala.
Na zimskih Olimpijskih igrah 2022 je v slalomu osvojila 5. mesto in izenačila svojo najboljšo dotedanjo uvrstitev na velikih tekmovanjih. Po prvi seriji je bila na četrtem mestu, vendar je po drugi vožnji padla na 5. mesto. Do medalje ji je zmanjkalo 10 stotink, do zmage pa 22 stotink.
Drugič je zmagala na finalni tekmi svetovnega pokala za slalom v Meribelu 19. marca 2022.

## Ekipa
V sezoni 20/21 je Bizjak na novo formiral ekipo in poleg Severina Lipovška, ki je že prej skrbel za kondicijske priprave, pripeljal še trenerja Boštjana Božiča in Igorja Plešivčnika kot serviserja. Oba sta prej delovala kot dolgoletna strokovnjaka na svojih področjih v tujini. Božič na Češkem, Plešivčnik na Norveškem. Kot posledica strokovnega in sistematičnega dela je v tej sezoni Andreja močno napredovala in rezultatsko odskočila.
Zaradi notranjih nestrinjanj z obliko in načinom dela je ekipa do januarja 2023 razpadla. Prvi je že pred sezono 21/22 odšel vodja ekipe Tomaž Bizjak, takoj po sezoni pa še serviser Igor Plešivčnik. V sezoni 22/23 so sledile kadrovske menjave. Špela Pretnar prevzame koordinacijo ekipe, kot serviser nastopi Andrej Potočnik - Surfo, Boštjan Božič je še vedno glavni trener, kondicijske priprave pa še naprej vodi Severin Lipovšek. Z novim serviserjem se ne ujamejo in po njegovem odhodu je oktobra 2022 sledila Andrejina poškodba kolena (strgana križna vez). Januarja 2023 se od ekipe poslovita še glavni in kondicijski trener.
V sezoni 23/24 se Andreja pridruži ekipi SZS za svetovni pokal, kjer skupaj z Ano Bucik delujeta pod okriljem Grege Koštomaja in Marka Vukičevića.

## Zasebno življenje
Andreja od leta 2019 hodi z Davidejem Brignonejem, bratom znane italijanske alpske smučarke Federice. Davide je zelo vpet v alpsko smučanje, saj kot učitelj smučanja pomaga svoji sestri pri treningih ter svetuje tudi Andreji.